# 麦克拉·塔布
米歌拉·塔普（英語：Michaela Tabb，1967年12月11日—），生於英格蘭巴斯，是一名斯诺克及撞球裁判，為女性裁判在桌球界建立多個重要的里程碑。於2009年5月她成為首位在桌球裁判界最高榮譽的斯诺克世界锦标赛決賽執法的女性裁判。
塔普曾當8號球球員，於個人及作為蘇格蘭女子撞球隊的成員（後期擔任隊長）贏得多個錦標。

## 生平

### 桌球球員
塔普初時由男朋友介紹而接觸撞球，於1991年以23歲之齡開始投身競賽行列，翌年獲選加入蘇格蘭女子桌球隊，更於1997年和1998年連續兩年以隊長身份帶領球隊贏得大滿貫，同季內奪得國家盃（Nations Cup）、歐洲錦標賽（European Championships）及世界錦標賽（World Championships），她一直留隊參賽直至2003年。她的姊妹朱丽叶·塔布（Juliette Tabb）於1996年至2008年亦有為蘇格蘭隊參賽。
作為一名個人參賽球員，塔普於1997年贏得全英女子單打冠軍頭銜。翌年她在直布罗陀奪得歐洲女子桌球錦標賽（European Women's Pool Championship）后座。

### 桌球裁判
1990年代中期塔普開始在業餘競賽擔任裁判工作，當時她的丈夫職業桌球員羅斯·麥恩尼斯（Ross McInnes）開始舉辦8號球和9號球桌球競賽，因此麥恩尼斯鼓勵塔普投身職業桌球裁判的行列。 
1997年9月塔普在「聖安德魯斯盃9號球桌球競賽」（St. Andrew's Cup nine-ball pool tournament）展開職業桌球裁判的事業。翌年更首次在電視轉播的賽事執法，當時聖安德魯斯盃獲得巴里·赫恩（Barry Hearn）的「競賽室體育」（Matchroom Sport）贊助而由天空電視轉播。塔普逐漸成為桌球界中其一名頂尖裁判，曾在「WPA世界9號球錦標賽」（WPA World Nine-ball Championship）、「莫斯考尼杯」（Mosconi Cup）及其他主要賽事中執法。

### 斯诺克裁判
2001年時任世界职业台球与斯诺克协会行政總裁吉姆·麦肯齐（Jim McKenzie）表示希望改變斯诺克裁判傳統老套的全男班形象，因而招攬塔普加入，並豁免她按照慣例的五年實習裁判期，直接任命她朝向擔任職業排名賽的裁判工作，她於2001年9月取得三等斯诺克裁判的資格。塔普稍後承認行捷徑導致她與其他同行產生不和。 

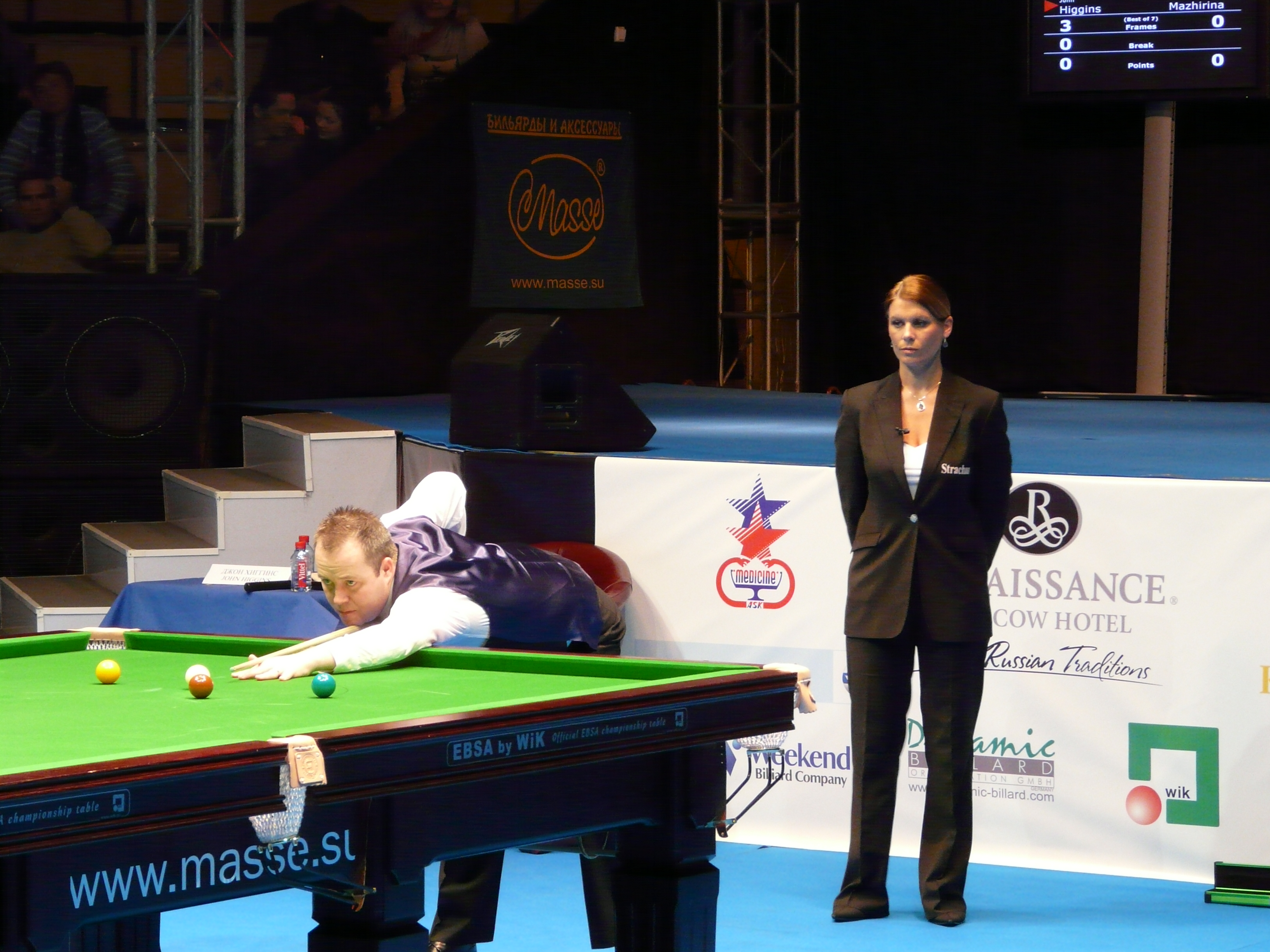
執法中的塔普

塔普於2002年1月22日在「威爾斯公開賽」（Welsh Open）首度執法排名賽，於首輪由（Ken Doherty）對詹姆斯·瓦塔納的賽事擔任裁判。2003年4月19日她在谢菲尔德克鲁西布剧院首次擔任斯诺克世界锦标赛的裁判，負責由馬克·京治（Mark King）對德鲁·亨利（Drew Henry）的首圈賽事。 
2003年7月塔普在斯诺克的裁判前途出現危機，由於世界职业台球与斯诺克协会的贊助金額大幅縮減，被迫將競賽的裁判人數由10名削減至8名，以「遲來、先走」的原則下，她與另一名荷蘭籍裁判约翰·奥曼（Johan Oomen）的合約被中止。但很快世界职业台球与斯诺克协会便改變辭退塔普的決定，於同年9月雙方簽署新約。
塔普於2007年2月18日成為首位在世界斯诺克排名賽決賽執法的女性裁判，在纽波特舉行的「威爾斯公開賽」決賽由尼爾·羅拔臣（Neil Robertson）以9-8擊敗安德鲁·希金森。2008年1月20日她又在倫敦溫布萊體育館舉行的2008年斯诺克大师赛決賽出任裁判，結果马克·塞尔比（Mark Selby）以10-3輕鬆擊敗史提芬·李爾（Stephen Lee）。2009年4月5日塔普在中國北京舉行的2009年斯诺克中国公开赛決賽執法，彼得·艾伯顿（Peter Ebdon）以10-8擊敗约翰·希金斯（John Higgins）。 
2009年5月3及4日塔普成為首位在斯诺克世界锦标赛決賽執法的女性裁判，賽事由约翰·希金斯（John Higgins）以18-9擊敗肖恩·墨菲（Shaun Murphy）第三度贏得世界冠軍頭銜。

## 私人生活
塔普雖然在英格蘭出生，但於三歲時已移居蘇格蘭。她於格拉斯哥大學供讀化學、生物学及社会学，但未曾獲得学位便離校。在成為全職裁判前，她曾任職廣告推銷員和招聘代理。她現時與丈夫羅斯·麥恩尼斯（Ross McInnes）居於蘇格蘭鄧弗姆林（Dunfermline），二人育有兩名兒摩根（Morgan）及普雷斯顿（Preston）。

## 外部連結
- Michaela Tabb Official Website
- Michaela Tabb Mosconi 2010
- Profile on World Snooker （页面存档备份，存于）
- Profile at Pro Snooker Blog （页面存档备份，存于）
- Michaela Tabb Gallery – Virgin Media Sport （页面存档备份，存于）
- Pictures of Michaela Tabb in action（页面存档备份，存于）
- More pictures of Michaela Tabb in action
- AZ Billiards.com interview with Michaela Tabb